# Phương Quang
Phương Quang (27 tháng 10 năm 1942 – 13 tháng 7 năm 2018) là nghệ sĩ cải lương nổi tiếng người Việt Nam. Với những cống hiến cho bộ môn nghệ thuật cải lương, ông đã được Nhà nước Việt Nam phong tặng danh hiệu Nghệ sĩ Ưu tú.

## Cuộc đời và sự nghiệp

### Trước 1975
Ông tên thật là Tô Văn Quang, sinh năm 1942, quê quán ở Bình Dương (nay là Thành phố Hồ Chí Minh). Từ nhỏ, ông đã mê cải lương nên rất chịu khó theo các thầy học ca diễn. Năm 18 tuổi, Phương Quang lên Sài Gòn theo học nghề với nhạc sĩ Văn Còn, thầy đờn của đoàn hát Thanh Minh. Với chất giọng mộc, trầm buồn, làn hơi khỏe, giọng ca mang âm hưởng của đệ nhất danh ca Út Trà Ôn, nên ông được thầy rất thương, đã chỉ dẫn cho ông tận tình những kỹ năng ca diễn để phát huy hết tố chất của giọng ca trời phú. Với hành trang đó, ông mải mê theo đuổi niềm đam mê nghệ thuật sân khấu, tham gia vào một số đoàn hát. Ngoài giọng ca cuốn hút người nghe, ông còn có lợi thế về ngoại hình, phong cách đĩnh đạc, trang nghiêm, dễ dàng hóa thân trong những vai dũng tướng, quan võ và thành công qua nhiều vở diễn như: Hai chiều ly biệt, Song long thần chưởng, Huyết phiến lôi phong, Mặt trời đêm, Người nhạn trắng, Ảo ảnh Châu Bích Lệ, Sương gió biệt vương cung,... Năm 1966, ông đoạt huy chương vàng giải Thanh Tâm với vai Kỳ Thanh Lang trong vở Tình nào cho em.

### Sau 1975
Sau ngày 30 tháng 4 năm 1975, ông tiếp tục góp sức cho sân khấu cải lương miền Nam, tham gia hoạt động trong một số đoàn hát trước khi đầu quân về Nhà hát Cải lương Trần Hữu Trang vào năm 1983. Thời gian này, ông thành công với nhiều vai diễn trong các vở Hòn đảo thần Vệ Nữ, Tình yêu và lời đáp,... Vai diễn để đời của ông, tạo nên ấn tượng sâu sắc cho khán giả chính là vai vua Priem trong vở cải lương kinh điển Nàng Xê-đa (Tác giả: Lưu Quang Thuận – Lưu Quang Vũ; chuyển thể cải lương: Thể Hà Vân; đạo diễn: NSƯT Đoàn Bá) – một vở diễn thành công của Nhà hát Cải lương Trần Hữu Trang khi số lượng đêm diễn lên đến hơn 1.500 suất, phục vụ khán giả nhiều tỉnh, thành trên cả nước, vở còn được thu hình và phát sóng nhiều lần trên các đài truyền hình.

### Gia đình
Ông kết hôn với bà Kim Hương vào năm 1973 và có hai người con, một trai, một gái.
| “                   | Bà xã tôi ghét cải lương, vậy mà ông trời lại trao cho một ông chồng là nghệ sĩ lãng tử, đa tình. Tôi gặp vợ tôi năm 1972, lúc đó cô ấy theo một người bạn vào phim trường Đài truyền hình Sài Gòn. Tôi đến làm quen và mời đi xem cải lương. | ” |
| — NSƯT Phương Quang | |   |

## Qua đời
Ông trút hơi thở cuối cùng vào lúc 9h30 ngày 13 tháng 7 năm 2018 tại Thành phố Hồ Chí Minh. Nhiều năm qua, ông mắc chứng thoái hóa não nên trí nhớ giảm sút.
Theo di nguyện, cố nghệ sĩ muốn hiến xác cho y học. Do đó, chiều 13/7, sau khi làm lễ cúng tại nhà, các bác sĩ tại Trường Đại học Y khoa Phạm Ngọc Thạch (TPHCM) đã đến nhận thi hài ông. Ngày 14/07, gia đình lập bàn thờ để đồng nghiệp, bạn bè và người thân đến viếng nghệ sĩ Phương Quang.

## Nhận xét
| “                 | NSƯT Phương Quang là người hiền lành, biết quan tâm và giúp đỡ đồng nghiệp, đàn em. Anh ấy không giấu nghề mà sẵn sàng chỉ bảo khi đàn em diễn chưa tốt. Về giọng hát, anh ấy có chất giọng đặc trưng Nam Bộ ấn tượng khó nhầm lẫn với bất cứ ai. | ” |
| — NSND Bạch Tuyết | |   |

| “                     | Tôi cùng đoạt Huy chương vàng giải Thanh Tâm năm 1966 trên sân khấu Kim Chưởng. Quá nhiều kỷ niệm với anh, một người nghệ sĩ hiền, sống điềm đạm, thương yêu vợ con và xem sàn diễn là thánh đường thiêng liêng, nên khi bước lên sân khấu anh lúc nào cũng nghiêm túc, không bê trễ. | ” |
| — Nghệ sĩ Phượng Liên | |   |

## Các vai diễn nổi bật
- Bão biển (vai Mộc Thiên)
- Chuyện tình Hàn Mặc Tử (vai bác sĩ Tùng)
- Đường gươm Nguyên Bá (vai Ngũ Thạnh)
- Gia tài của mẹ (vai Trung)
- Giấc mộng đêm xuân (vai Vân)
- Kiếm sĩ điên
- Nàng Xê-đa (vai vua Riêm)
- Người tình trên chiến trận (vai Tiêu phụ)
- Nỗi oan Thị Kính (vai Nô)
- Nửa đời hương phấn (vai Cang)
- Quỷ bão
- Sân khấu về khuya (vai Quốc Sơn)
- Tần nương thất (vai Trần Lộ)
- Thiên hạ đệ nhất kiếm (vai Gia Cát Bảo)
- Tiếng sáo trăng khuya
- Tình nào cho em (vai Kỳ Thanh Lang)
- Tướng cướp Bạch Hải Đường (vai ông cò Bằng)

## Tân cổ, vọng cổ
- Cao Tiệm Ly tiễn Kinh Kha (Tác giả: NSND Viễn Châu)
- Chiều cuối tuần (Tân nhạc: Trúc Phương; cổ nhạc: NSND Viễn Châu)
- Đài hoa dâng Bác (Sáng tác: Trần Nam Dân)
- Giây phút ngậm ngùi (Tác giả: NSND Viễn Châu)
- Khúc hát ân tình (Tân nhạc: Xuân Tiên; cổ nhạc: NSND Viễn Châu)
- Ngày mai tôi đi (Tân nhạc: Hồng Vân – Quốc Chinh; cổ nhạc: Yên Sơn)
- Ngày xưa... bây giờ (Sáng tác: Loan Thảo)
- Ông lão chèo đò (Tác giả: NSND Viễn Châu)
- Thầy tôi (Sáng tác: Trọng Nguyễn)
- Thì trả cho nhau (Nhạc: Hoài Linh – Tấn An; lời vọng cổ: Yên Sơn)
- Tiết học cuối cùng (Tác giả: Dương Kim Phụng)
- Tình anh bán chiếu (Tác giả: NSND Viễn Châu)
- Tình huynh đệ (Tác giả: NSND Viễn Châu)